# Rheintor Basel

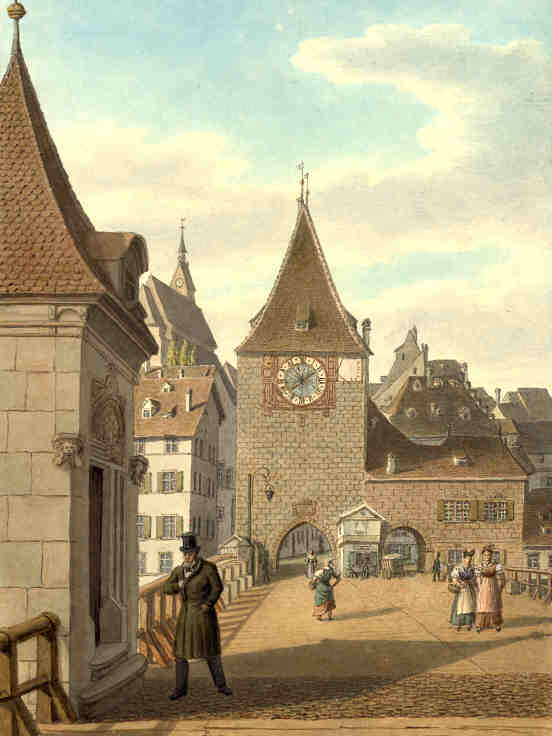
Das Rheintor von der Rheinbrücke aus gesehen. Links das Käppelijoch (Aquarell, vor 1839)

Das Rheintor war ein Stadttor der Stadt Basel und einst Bestandteil der inneren Basler Stadtmauer. Es bildete die Porte auf der Grossbasler Seite an der Rheinbrücke (der heutigen Mittleren Brücke). Noch vor Verabschiedung des Basler Stadterweiterungsgesetzes von 1859 wurde das Tor im Jahr 1839 abgerissen.
Es gibt verschiedene Thesen zum Baudatum des Rheintores. Zum einen wird behauptet, es habe seine Wurzeln in römischen Zeiten. Wahrscheinlicher ist jedoch, dass es wie die Rheinbrücke um 1225/26 durch Bischof Heinrich von Thun errichtet wurde. Zu Beginn hatte der Torturm eine Zugbrücke, die aber Ende des 14. Jahrhunderts analog zur Fertigstellung der Äusseren Mauer durch ein festes Brückenstück ersetzt wurde. Um 1363/64 wurde das Rheintor renoviert. Ab 1376 ist belegt, dass es im Rheintor Gefängniszellen gab. Einerseits wurden dort leichte Vergehen abgesessen, zum anderen gab es aber auch den so genannten „Fledermausturm“, wo schwere Vergehen verbüsst wurden.

## Niederes Rheintor
Ebenfalls 1376 kam es im Zuge der Bösen Fasnacht zu Unruhen in der Stadt. Um gegebenenfalls Berittenen den Durchgang zu verwehren, wurde nach den Geschehnissen eine Sperrkette am Tor angebracht. Direkt neben dem Torturm stromabwärts erhob sich das sogenannte „Niedere Rheintor“, ein zweiter Torbogen der erstmals 1440 namentlich erwähnt wurde. Mit grosser Wahrscheinlichkeit ist dieses zweite Tor jedoch älter und es wurde wohl erbaut, als die Zugbrücke am Torturm aufgegeben wurde. Die frühesten Darstellungen des Tores zeigen den Turm mit einem Obergaden mit umlaufender Holzverkleidung.

## Reitergemälde
Um 1420 erneuerte der Schlettstädter Hans Tieffental am Turm rheinseitig ein grosses bereits vorhandenes Reiterbild, um sich so das Basler Bürgerrecht zu erkaufen; es wurde 1450 nochmals von Hans Gilgenberg renoviert. 1531 erhielt das Rheintor eine beidseitige Uhr mit je zwei Zifferblättern, welche von Hans Holbein dem Jüngeren bemalt wurden. Weiter wurde eine Sonnenuhr angebracht, welche aber bereits 1543 restauriert. Um Platz für die Uhr zu schaffen, wurde das Reitergemälde entfernt und von Hans Holbein dem Jüngeren am Niederen Rheintor wieder neu gemalt; wohl wurde auch das Rheintor und sein Reitergemälde beim Brand der Schiffleutezunft 1533 beschädigt.
Während Neubauarbeiten am Rheintor ab 1617 wurde das Gemälde erneut entfernt. Die Turmfundamente des Tores waren vom Rhein unterpült worden, was Reparaturen notwendig machte. Da man in Basel mit solch komplizierten Bauarbeiten nicht vertraut war, wurden Wasserpumpen aus Nürnberg und der Strassburger Meister für Wasserbauten, Hans Fuchs, beigezogen. Im Februar 1619 waren die Renovationsarbeiten beendet; der Maler Hans Bock der Ältere wurde mit seinen Söhnen mit der Erstellung eines neuen Reiterbilds am Niederen Rheintores beauftragt. Von 1669 bis 1671 wurde das Rheintor erneut wegen Fundamentschäden renoviert. 1674 wurden das Wachthaus, das Niedere Rheintor und teilweise die Schiffsleutezunft unter Mithilfe der Werkmeister aus Colmar, Mülhausen und Rheinfelden erneuert. Die dem Kleinbasel zugewandte Seite des Rheintores erhielt einen Zinnekranz, dessen Zinnen mit den Wappen der 13 alten Orte versehen waren.

## Lällenkönig

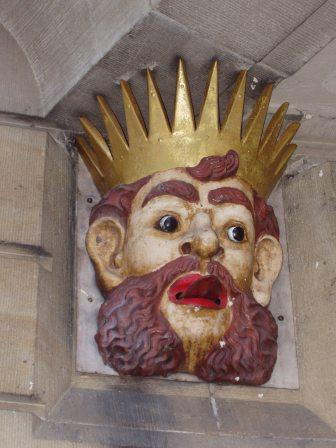
Kopie des Lällenkönig mit beweglichen Augen und Zunge am Haus Schifflände 1 in Basel

1641 wurde am Rheintor, links neben der rheinseitigen Uhr ein überlebensgrosser, in Kupferblech getriebener Kopf montiert. Dieser war mit dem Uhrwerk verbunden, verdrehte im Sekundentakt die Augen und streckte seine Zunge 10 cm weit hinaus. Diese von Daniel Neuberger aus Augsburg konstruierte Fratze hatte den Übernahmen Lällenkönig. Nach dem Abbruch des Rheintors kam der Lällenkönig ins Historische Museum und ist in der Barfüsserkirche zu bewundern.

## Gefängnisgebrauch
Das Rheintor machte als Gefängnis düstere Justizgeschichte, als der gegen die Obrigkeit aufbegehrende Führer der Zunftausschüsse, Johannes Fatio im Jahr 1691 hier eingesperrt wurde. Das Basler Ancien Régime rächte sich für die Rebellion der Bürgerschaft und liess Fatio mit zwei Schicksalsgenossen auf dem Marktplatz köpfen. Trotz den Flehbitten Fatios Angehörigen wurde dessen Kopf am Rheintor über der Uhr aufgesteckt und zur Schau gestellt, um weitere Rebellionen zu unterdrücken. Siehe dazu auch Gluckhennentaler#Anmerkung zum Ende der Revolte nach Köhler.
Von jeher befand sich auch die Wohnung des Gerichtsknechtes im Rheintor. Die lange Nutzung des Turmes zu Gefängniszwecken ist noch 1806 mit der Anschaffung eines Mahlenschlosses für das Gefangenenlokal im Tor belegt. Zwischen 1700 und 1702 kam es neben dem Torturm zu Neubauten, wobei das benachbarte Niedere Rheintor mit einem Zinnenkranz versehen wurde; dabei verschwand das Reitergemälde definitiv.

## Abriss
Die letzte grössere Reparatur am Rheintor datiert von 1719, wobei sich die Eigentümer der Schiffsleutezunft über erheblichen Schaden an dem Gebäude beklagten. Zudem traf sich beim engen Tordurchgang der Verkehr vom St. Johanns-Tor, von der Rheinbrücke und von der Grossbasler Innenstadt. Ab 1815 wurde über die Beseitigung dieses Engpasses beraten; um 1836 arbeitete man konkrete Pläne dazu aus, die zur Verbreiterung der „Eisengasse“ den Abriss des Rheintores, des Niederen Rheintores, der Schiffleutezunft und der Wachtstube vorsahen.
Im Februar 1839 wurde das Rheintor schliesslich abgetragen. Die Anwohner beschwerten sich, das trutzige, aber ehrwürdige Tor hätte die engen Gassen und die Schifflände sehr verdunkelt. Das Verschwinden des Rheintores mit der Turmuhr bedauerte damals niemand, denn die Uhr ging oft falsch und Schlagwerk hatte sie auch keins.